# Gmünder Straße
Die Gmünder Straße (B 41) ist eine Landesstraße in Österreich. Sie verläuft auf einer Länge von 36,9 km im Nordwest des Waldviertels und damit auch Niederösterreichs entlang der Staatsgrenze nach Tschechien. Sie beginnt in Schrems und führt zunächst nach Gmünd, wo sie auf die Lainsitz und die Waldviertler Schmalspurbahnen trifft. Von diesen beiden wird sie bis Bad Großpertholz begleitet, bevor sie am Naturpark Nordwald entlangführt und an der Böhmerwald Straße (B 38) in Karlstift endet.
Die Gmünder Straße ist nach der Bezirkshauptstadt Gmünd benannt.

## Geschichte
Die Schrems-Karlstifter Straße gehörte zu den Straßen in Niederösterreich, die durch das Bundesgesetz vom 2. Juni 1954 zu Bundesstraßen erklärt wurden. Im Bundeshaushalt 1954 wurden 15 Millionen Schilling (entspricht heute 7,911 Millionen Euro) für den Ausbau dieser Straßen bereitgestellt.
Die Gmünder Straße befand sich wie die anderen ehemaligen Bundesstraßen in der Bundesverwaltung. Seit 1. April 2002 steht sie unter Landesverwaltung und führt zwar das B in der Nummer weiterhin, nicht aber die Bezeichnung Bundesstraße.